# Aleksiej Wołkow (dyplomata)
Aleksiej Jurjewicz Wołkow (ros. Алексей Юрьевич Волков, ur. 21 maja 1958) – kazachski historyk i dyplomata, wiceminister spraw zagranicznych w latach 2003–2005 i od 2012. Ambasador Republiki Kazachstanu w Polsce (2005–2012).

## Życiorys
Ukończył studia na Kazachskim Uniwersytecie Państwowym oraz w Instytucie Dyplomacji i Stosunków Międzynarodowych w Malezji. Posiada stopień doktora nauk historycznych.
W latach 1981–1991 pracował jako wykładowca w Kazachskim Instytucie Politechnicznym oraz na Kazachskim Uniwersytecie Państwowym. Od 1981 do 1983 pełnił również funkcję wiceprzewodniczącego związku zawodowego w Kazachskim Uniwersytecie Państwowym. W 1991 został radcą w Ministerstwie Edukacji Narodowej.
Od 1992 pracuje w kazachstańskiej służbie dyplomatycznej. W latach 1992–1996 był zatrudniony w Ministerstwie Spraw Zagranicznych, pełnił funkcje III i II sekretarza, kierownika działu ds. ONZ, kierownika Biura ds. ONZ i wyspecjalizowanych organizacji międzynarodowych. Od 1996 był radcą w Ambasadzie w Szwajcarii, a od 1997 zastępcą Stałego Przedstawiciela Kazachstanu przy Biurze ONZ w Genewie w randze radcy-ministra. W latach 1999–2002 kierował Sekretariatem Radcy Prezydenta Republiki Kazachstan. Przez rok pracował w Administracji Prezydenta na stanowisku inspektora państwowego. W 2003 objął funkcję wiceministra spraw zagranicznych.
Od jesieni 2005 do lutego 2012 pełnił misję jako ambasador pełnomocny i nadzwyczajny Republiki Kazachstan w Polsce. Po zakończeniu pracy w Polsce powrócił na stanowisko wiceministra spraw zagranicznych.